# Adu Ogyinae
Adu Ogyinae è un essere di cui si raccontano le gesta nella mitologia del popolo Ashanti dell'Africa Occidentale.

## Nel mito
Inizialmente insieme alla sua gente viveva nella profondità della terra, poi fu il primo uomo che mise piede sulla terra (in superficie) subito seguito da altri più intimoriti di lui della scoperta. Il giorno dopo Adu Ogyinae fu vittima di un incidente: un albero crollò e lo uccise, i suoi compagni furono gli artefici della nascita della razza terrestre.